# Jacek Stachańczyk
Jacek Stachańczyk (ur. 18 marca 1977 w Jaworznie) – polski szachista, mistrz międzynarodowy od 2015 roku.

## Kariera szachowa
W 2003 r. podzielił I m. (wspólnie z Karolem Pinkasem) w turnieju o Puchar Prezydenta miasta Jaworzna oraz zdobył tytuł indywidualnego mistrza Jaworzna. W 2005 r. zajął III m. (za Dariuszem Szoenem i Karolem Pinkasem) w kołowym turnieju w Chrzanowie, w 2006 r. zajął III m. (za Jackiem Szwedem i Dariuszem Świerczem) w turnieju Zabrzańska Wiosna w Zabrzu, natomiast w 2008 r. zwyciężył w Siemianowicach Śląskich. W 2013 r. zajął I m. w memoriale Romana Bąka w Chorzowie.
Największe sukcesy odnosił w rywalizacji szachistów niewidomych i słabowidzących. W 2010 r. zajął VII m. w rozegranych w Belgradzie Indywidualnych Mistrzostwach Świata Międzynarodowego Stowarzyszenia Szachistów Niewidomych. Wielokrotnie odnosił sukcesy w turniejach o Puchar Grunwaldu w Ramsowie, m.in. dzieląc I m. w 2010 oraz samodzielnie zwyciężając w 2012 roku. W latach 2011, 2012 i 2014 trzykrotnie zdobył tytuły Mistrza Polski Niewidomych. W 2012 r. reprezentował Polskę na Olimpiadzie Szachowej Niewidomych. Oprócz  tego, w latach 2010–2013 był dwukrotnym uczestnikiem Drużynowych Mistrzostw Świata Niewidomych, zdobywając cztery medale – wspólnie z drużyną: dwa srebrne (2010, 2013) oraz indywidualnie: dwa złote (2010 – na III szachownicy), 2013 – na IV szachownicy). W 2013 r. zdobył brązowy medal na 1. Mistrzostwach Świata Niepełnosprawnych, rozegranych w Dreźnie, natomiast w 2014 r. odniósł największy sukces w karierze, zdobywając w Katerini tytuł mistrza świata Międzynarodowego Stowarzyszenia Szachistów Niewidomych (jako pierwszy Polak w historii).
Najwyższy ranking w karierze osiągnął 1 października 2014 r., z wynikiem 2335 punktów zajmował wówczas 106. miejsce wśród polskich szachistów.